# Hypercompe cyaneicornis
Hypercompe cyaneicornis är en fjärilsart som beskrevs av Augustus Radcliffe Grote 1867. Hypercompe cyaneicornis ingår i släktet Hypercompe och familjen björnspinnare. Inga underarter finns listade i Catalogue of Life.